# Einen Schlussstrich ziehen
Einen Schlussstrich (unter etwas) ziehen ist eine deutsche Redewendung. Wenn jemand einen Schlussstrich unter etwas ziehen möchte, dann möchte er dieses abschließen, beispielsweise eine Diskussion.
- So wird von verschiedenen Kreisen seit Ende der 1940er Jahre gefordert, es müsse endlich Schluss sein z. B. mit Vergangenheitsbewältigung oder Wiedergutmachungsabkommen.[1]
- z. B. brechen Ex-Partner den Kontakt ab, richten eine rituelle Scheidungsfeier aus oder einen Scheidungsgottesdienst.[2]

Der Begriff leitet sich vermutlich von der waagerechten Linie ab, die bei der Buchführung unter ein Konto gezogen wird, um eine Bilanz durchführen zu können.